# 蘇利南國家足球隊
蘇里南國家足球隊（Suriname national football team）是南美洲國家蘇里南的國家足球代表隊，由蘇里南足球協會管理，是中北美洲及加勒比海足球協會的成員。蘇里南前身是荷蘭的殖民地，在1975年前的代表隊稱為荷屬圭亞那足球代表隊。
雖然蘇里南地理上處於南美洲北部，但蘇里南國家隊卻不是南美洲足球協會的成員。
儘管蘇里南外戰成績不突出, 但該國出产多名优质球员，部分球员并且入选荷蘭国家足球队，包括古烈治、列卡特、施多夫及戴維斯。

## 世界盃成績
| 年份   | 最終成績   |
| ------ | ---------- |
| 1930年 | 沒有參加   |
| 1934年 | 沒有參加   |
| 1938年 | 退出       |
| 1950年 | 沒有參加   |
| 1954年 | 沒有參加   |
| 1958年 | 沒有參加   |
| 1962年 | 外圍賽出局 |
| 1966年 | 外圍賽出局 |
| 1970年 | 外圍賽出局 |
| 1974年 | 外圍賽出局 |
| 1978年 | 外圍賽出局 |
| 1982年 | 外圍賽出局 |
| 1986年 | 外圍賽出局 |
| 1990年 | 退出       |
| 1994年 | 外圍賽出局 |
| 1998年 | 外圍賽出局 |
| 2002年 | 外圍賽出局 |
| 2006年 | 外圍賽出局 |
| 2010年 | 外圍賽出局 |
| 2014年 | 外圍賽出局 |
| 2018年 | 外圍賽出局 |

## 中北美洲及加勒比海足球錦標賽&美洲金盃成績
中北美洲及加勒比海足球錦標賽：1963年至1989年

美洲金盃：1991年至2021年
- 1963年 至 1969年 - 外圍賽出局
- 1971年 - 退出
- 1973年 - 外圍賽出局
- 1977年 - 第六名
- 1981年 - 外圍賽出局
- 1985年 - 小組賽
- 1989年 - 外圍賽出局
- 1991年 - 外圍賽出局
- 1993年 - 退出
- 1996年 - 外圍賽出局
- 1998年 - 沒有參與
- 2000年 至 2002年 - 外圍賽出局
- 2003年 - 退出
- 2005年 至 2019年 - 外圍賽出局
- 2021年 - 小組賽

## 著名球員
- Clifton Sandvliet
- Lorenzo Wiebers
- Orlando Grootfaam
- Dennis Purperhart
- Dennis Bainoe
- Giovanni Drenthe brother to Royston Drenthe

## 榮譽
球會
- 中北美洲及加勒比海聯賽冠軍盃: 2

1973年、1981年